# Ptelidium
Ptelidium Thouars – rodzaj roślin należący do rodziny dławiszowatych (Celastraceae R. Br.). Obejmuje co najmniej 2 gatunki występujące endemicznie na Madagaskarze.

## Morfologia
PokrójPnącze lub wyprostowany krzew o nagich pędach.
LiścieNaprzeciwległe, całobrzegie, drobno ząbkowane.
KwiatyZebrane w kwiatostany. Kwiaty są obupłciowe. Mają 4–5 płatków.
OwoceSkrzydlaki otoczone jednym skrzydełkiem. Mają szeroko-jajowaty lub jajowato-lancetowaty kształt. Są błoniaste. Zawierają po 1–2 podłużne, białkowe nasiona.

## Biologia i ekologia
Występuje w tropofitycznych lasach na wysokości 250–400 m n.p.m.

## Systematyka
Pozycja i podział według APWeb (2001...)
Rodzaj należący do rodziny dławiszowatych (Celastraceae R. Br.), rzędu dławiszowców (Celestrales Baskerville), należącego do kladu różowych w obrębie okrytonasiennych.
Wykaz gatunków
| - Ptelidium ovatum Poir. - Ptelidium scandens H. Perrier |